# Mesoptiliinae
Mesoptiliinae – podrodzina chrząszczy z podrzędu wielożernych i rodziny ryjkowcowatych. 

## Taksonomia
Rodzajem typowym jest  rodzaj Mesoptilius.

## Zasięg występowania
Przedstawiciele podrodziny żyją na całym świecie, z bardzo licznymi gatunkami na terenie dawnej Gondwany.
W Polsce stwierdzono 17 gatunków, wszystkie należą do rodzaju Magdalis.

## Systematyka
Do Mesoptiliinae zaliczane są 24 rodzaje zgrupowane w 4 plemionach:
- Carciliini
- Laemosaccini
- Magdalidini
- Mesoptiliini